# Salto (Uruguay)
Salto je město v západní části Uruguaye. Je to hlavní město stejnojmenného departementu. Leží na březích řeky Uruguay, která tvoří hranici s Argentinou naproti města Concordia. Nachází se 496 kilometrů severozápadně od Montevidea, hlavního města země. Podle sčítání z roku 2011, je Salto 2. největší město v Uruguayi, když v něm žije 104 028 obyvatel.

## Historie
První budovy v místě byly postaveny v roce 1756 na konci války Guerra Guaranítica pro vojenskou posádku. Status "Villa" získalo město po získání nezávislosti Uruguaye v roce 1835. 8. června 1863, bylo povýšeno na "Ciudad" (velkoměsto).

## Partnerská města
- Salto, Argentina
- Goya, Argentina
- Penafiel, Portugalsko